# Cricula trifenestrata
Cricula trifenestrata är en fjärilsart som beskrevs av Helfer 1837. Cricula trifenestrata ingår i släktet Cricula och familjen påfågelsspinnare. Inga underarter finns listade i Catalogue of Life.

## Bildgalleri

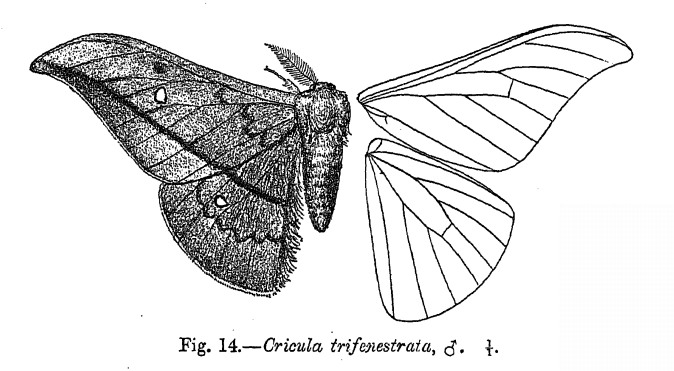
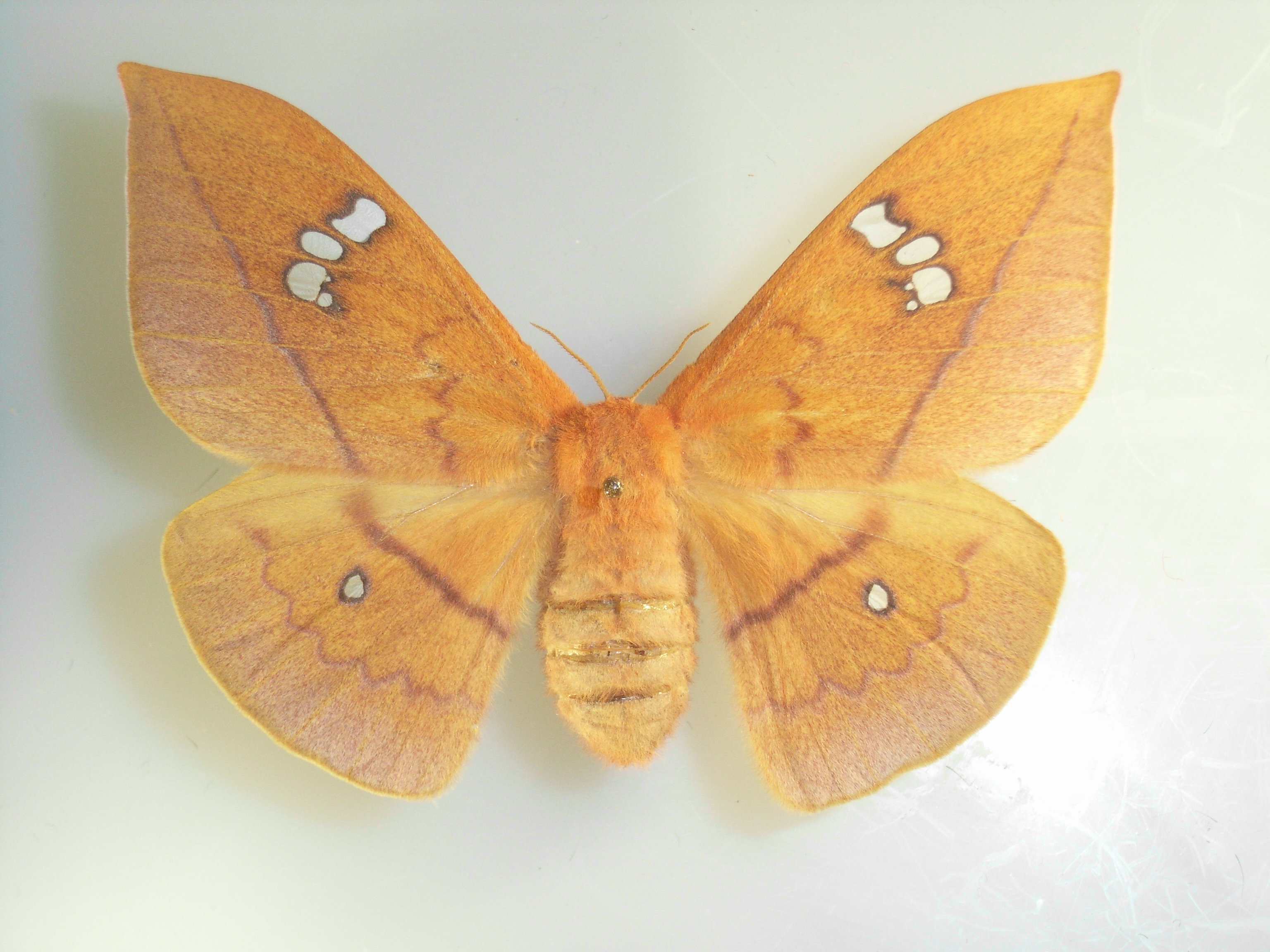